# 舒展 (1953年)
舒展（1953年1月—），男，上海人，中华人民共和国外交官，曾任中华人民共和国驻厄立特里亚国特命全权大使和中华人民共和国驻卢旺达共和国特命全权大使。

## 生平
1977年，毕业于北京外国语学院英语系，进入中共中央对外联络部工作。1981年，赴英国伦敦政治经济学院、杜伦大学进修。1983年，回国任中联部科员、二等秘书。1986年，外派驻埃塞俄比亚大使馆二等秘书。1988年，任中联部二等秘书，后升任副处长、处长。1995年，任中国人民政治协商会议外事委员会办公室调研员。1997年，任外交部非洲司一等秘书、副处长。1999年，任驻纳米比亚大使馆参赞。2001年，任驻南非大使馆参赞。2003年，任外交部非洲司参赞。2006年2月，出任中华人民共和国驻厄立特里亚大使。2009年，任外交部非洲司大使。2010年12月，出任中华人民共和国驻卢旺达大使。2013年7月，自驻卢旺达大使离任。

## 家庭
已婚，有一女。